# Pastores (Spanje)
Pastores is een gemeente in de Spaanse provincie Salamanca in de regio Castilië en León met een oppervlakte van 12,69 km². Pastores telt 64 inwoners (1 januari 2016).

## Demografische ontwikkeling
Bron: INE, 1857-2011: volkstellingen